# Hulk Hogan

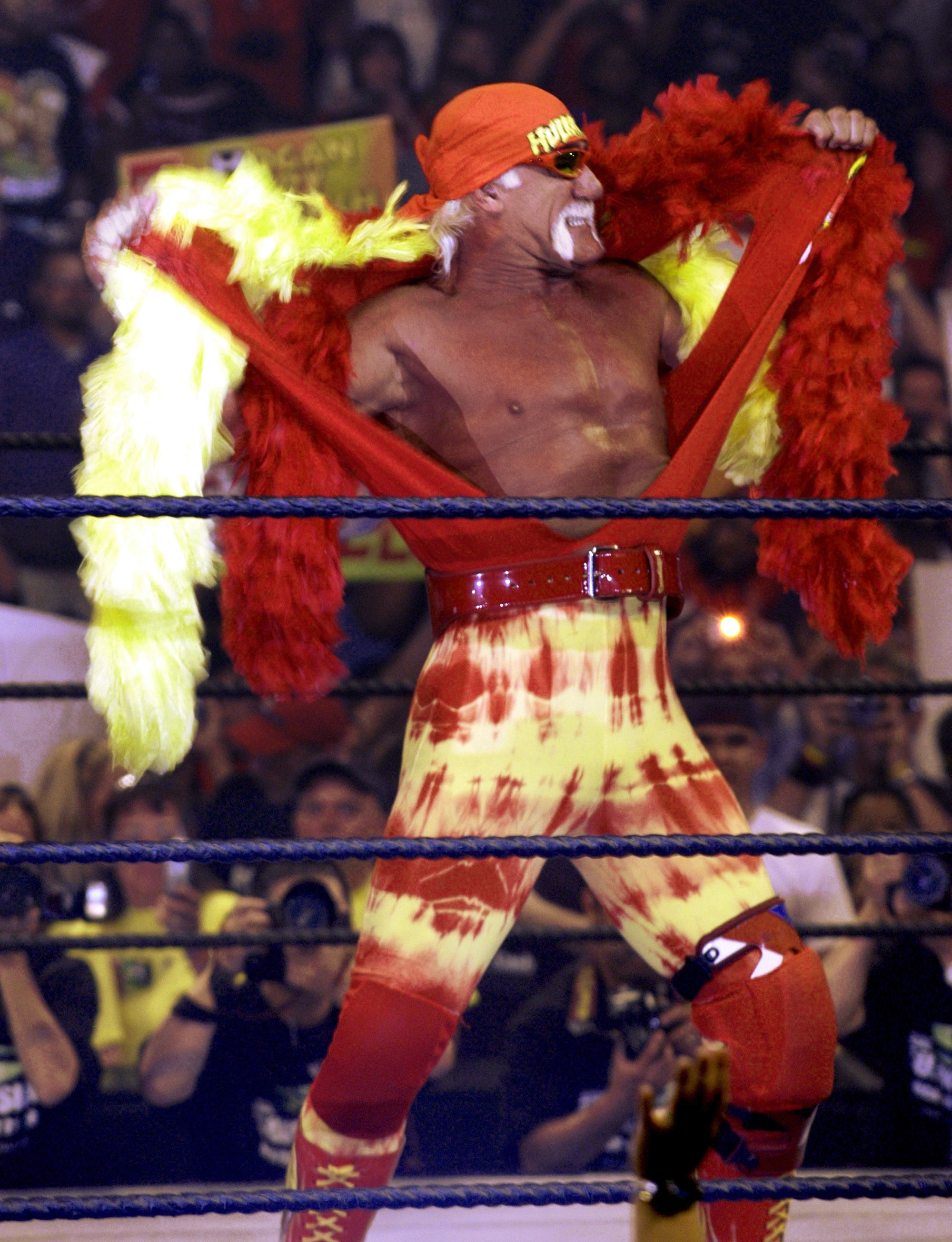
Hulk Hogan, 2005.

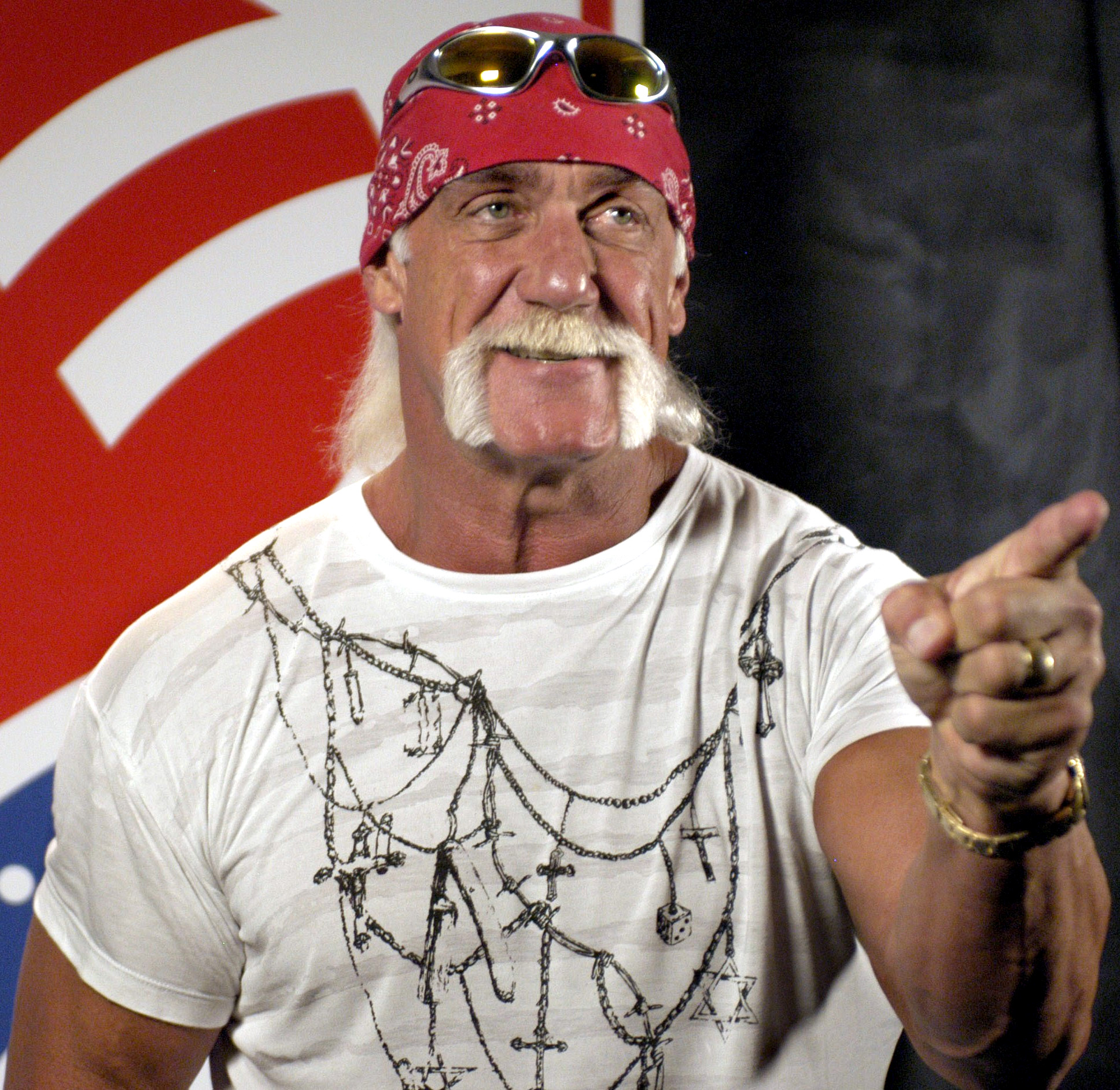
Hulk Hogan, 2014.

Terrence Gene Bollea ([bəˈleɪə]), mer känd som Hulk Hogan och Hollywood Hogan, född 11 augusti 1953 i Augusta, Georgia, död 24 juli 2025 i Clearwater, Florida, var en amerikansk fribrottare, skådespelare och TV-personlighet. Han blev  världsmästare tolv gånger, och slog bland annat André the Giant. Han medverkade i filmen Rocky 3 som karaktären Thunderlips, där han gick upp mot Rocky Balboa (spelad av Sylvester Stallone) i en "wrestler vs. boxer"-match.
Hogans längd innan hans knä- höft- och ryggoperationer var 203 cm. Efter detta var han nere på 198.5 cm. Hogans storhetstid under 1980-talet kom att kallas Hulkamania, och hans fans kallas Hulkamaniacs.

## Karriär
Hogan brottades i American Wrestling Association (AWA) i början av sin karriär där han fick bra respons från fans. 
I början av 1980-talet gick han över till WWF. Han vann titeln ifrån The Iron Sheik och denna match kom att bli starten på Hulkamania. Efter att ha vunnit titeln begav han sig in i en fejd med Roddy Piper vilket 1985 resulterade i världens första WrestleMania, då Hogan och Mr. T gick upp mot Piper och Paul Orndorff. Galan har hållits varje år sedan dess. Hogans mest kända match var mot André the Giant vid Wrestlemania 3 inför 93 000 åskådare. Där gjorde han en bodyslam på André som vägde 245 kg och avslutade matchen med legdrop och sen en pinfall. Han hade även mycket omtalade matcher mot Randy Savage, Ultimate Warrior och Dwayne Johnson (The Rock).
Hogan gick över till WCW 1994 och 1996 blev Hogan en "bad guy". Tillsammans med Kevin Nash och Scott Hall bildade han nWo (New World Order). nWo fick många medlemmar, bland annat Randy Savage, Scott Steiner, Curt Hennig, Rick Rude och Sting. Så småningom blev det en spricka i nWo och Kevin Nash bildade sitt eget nWo, nWo Wolfpac. Hogans nWo blev känt som nWo Hollywood och från maj 1998 till januari 1999 var Hollywood och Wolfpac bittra rivaler. Men den 4 januari 1999 förenades Wolfpac och Hollywood och blev nWo Elite.
Hogan slutade under sent 1990-tal för att bli skådespelare. 
Han återupptog fribrottningen år 2002 då han, som bad guy, återigen hamnade i WWF med Kevin Nash och Scott Hall, för att möta storheter som The Rock och Vince McMahon. 2003 tog det dock slut igen, innan han gjorde ännu en comeback på Wrestlemania 2005. Under året teamade han ihop med Shawn Michaels för att besegra Arab-amerikanerna Daivari och Mohammed Hassan. Efter fejden mot Daivari och Hassan vände Michaels mot Hogan och den fejden avslutades med en "Legend vs. Icon"-match på Summerslam, en match som Hogan vann. 
Hogan hade också en egen reality-show på TV, kallad Hogan Knows Best, där man fick följa Hulk Hogan och hans familj. Hogan Knows Best sändes mellan 2005 och 2007 i USA.
2009 började Hogan i Total Nonstop Action Wrestling (TNA). Hans dotter Brooke var med ett tag i en storyline då brottaren Bully Ray inledde ett förhållande med Brooke och tack vare Hogans hjälp (som då var General Manager över TNA) kom med i en match om TNA:s världsmästarbälte och vann den. Då visade Bully sitt rätta jag, som ledaren för bad guy-gruppen Aces and Eights. Den 3 oktober gjorde Hogan sin sista TNA-show. 
År 2014 gjorde Hogan comeback i WWE som den officiella värden för Wrestlemania 30.
Hogan var även musiker, innan hans fribrottar- och skådespelarkarriär började. Han spelade elbas i olika band.
2009 skilde han sig från sin fru Linda efter 23 års äktenskap. Paret fick två barn tillsammans, Brooke (född 1988) och Nick (född 1990).

## Priser och titelbälten
- New Japan Pro Wrestling
  - IWGP League Turnering (1983)
  - IWGP Tag League Turnering (1982, 1983) med Antonio Inoki.
- Professional Wrestling Hall of Fame and Museum
  - Insatt 2003.

- Pro Wrestling Illustrated
  - Årets comeback (1994, 2002).
  - Året fejd (1986) mot Paul Orndorff.
  - Årets match (1985) med Mr. T mot Roddy Piper och Paul Orndorff på Wrestlemania.
  - Årets match (1988) mot André The Giant på The Main Event.
  - Årets match (1990) mot The Ultimate Warrior på Wrestlemania VI.
  - Årets match (2002) mot The Rock på Wrestlemania X8.
  - Årets mest hatade brottare (1996, 1998).
  - Årets mest inspirerande brottare (1983, 1999).
  - Årets populäraste brottare (1985, 1989, 1990).
  - Årets brottare (1987, 1991, 1994).
  - Rankad #1 av de 500 bästa brottarna av PWI 500 (1991).
  - Rankad #1 av de 500 bästa brottarna av "PWI Years" (2003)
  - Rankad #44 av de 100 bästa tag teamen av "PWI Years" med Antonio Inoki (2003).
  - Rankad #57 av de 100 bästa tag teamen av "PWI Years" med Randy Savage (2003).
- Southeastern Championship Wrestling
  - NWA Southeasterns Tungviktsmästare (Norra Divisionen) (1 gång).
  - NWA Southeasterns Tungviktsmästare (Södra Divisionen) (2 gånger).
- Tokyo Sports
  - Årets match (1991) mot Genichiro Tenryu.
  - Mest enastående utländska brottare (1983).
- World Championship Wrestling (WCW)
  - WCW Tungviktsmästare (6 gånger).
- World Wrestling Federation / World Wrestling Enterntainment (WWF / WWE)
  - World Tag Teammästare (1 gång) med Edge.
  - WWF/WWE Tungviktsmästare (6 gånger)
  - Vinnare av Royal Rumble (1990, 1991).
  - Insatt i WWE Hall of Fame (2005)
- Priser från Wrestling Observer Newsletter
  - Årets fejd (1986) mot Paul Orndorff.
  - Årets mest karismatiska brottare (1985-1987, 1989-1991).
  - Årets mest överreklamerade brottare (1985-1987, 1994-1998).
  - Årets sämst genomförda match (1987) mot André The Giant på Wrestlemania III.
  - Årets sämst genomförda match (1996) med Randy Savage mot Arn Anderson, Meng, The Barbarian, Ric Flair, Kevin Sullivan, Z-Gangsta och The Ultimate Solution i en Tornens Undergångsmatch på Uncensored.
  - Årets sämst genomförda match (1997) mot Roddy Piper på Superbrawl VII.
  - Årets sämst genomförda match (1998) mot The Warrior på Halloween Havoc.
  - Årets värsta fejd (1991) mot Sgt. Slaughter.
  - Årets värsta fejd (1995) mot The Dungeon of Doom.
  - Årets värsta fejd (1998) mot The Warrior.
  - Årets värst fejd (2000) mot Billy Kidman.
  - Årets bästa babyface (1982-1991).
  - Årets minst gillade brottare (1985, 1986, 1991, 1994-1999).
  - Årets värsta brottare (1997).
  - Årets mest pinsamma brottare (1995, 1996, 1998-2000).
  - Insatt i Wrestling Oberver Newsletters Hall of Fame (1996).

## Filmografi
- 1982 – Rocky III
- 1985–1986 – The A-Team (TV-serie) (2 avsnitt)
- 1990 – Gremlins 2 – Det nya gänget (cameo)
- 1994 – Thunder in Paradise (TV-serie) (22 avsnitt)
- 1996 – Baywatch (TV-serie) (1 avsnitt)
- 1996 – Spy Hard (cameo)
- 1999 – Kära Susan (TV-serie) (1 avsnitt)
- 1999 – Mupparna i rymden (cameo)